# Matthew Mullen
Matthew Mullen (* 24. Februar 1989 in Adelaide) ist ein australischer Fußballspieler.

## Karriere
Mullen spielte 2006 in der South Australian Premier League für die Para Hills Knights, bevor er für ein Jahr das Australian Institute of Sport besuchte. In der Saison 2007/08 stand er im Profikader des A-League-Klubs Adelaide United, für den er zu zwei Einsätzen kam. Für die Spielzeit 2008/09 wurde er in den Jugendkader zurückgestuft und tritt mit Adelaides Jugendteam in der neu gegründeten National Youth League an.

## Nationalmannschaft
Mullen nahm mit der australischen U-17-Auswahl an der U-17-Weltmeisterschaft 2005 in Peru teil. Er kam beim Vorrundenaus in allen drei Partien zu Teileinsätzen. Zwischen 2007 und 2008 kam er zudem zu sechs Einsätzen in der australischen U-20.